# The Teenagers Featuring Frankie Lymon
| Recensione | Giudizio |
| ---------- | -------- |
| AllMusic   |          |

The Teenagers Featuring Frankie Lymon è l'album di debutto dei Frankie Lymon and the Teenagers, pubblicato nel 1956. Fu il primo album effettivamente pubblicato dalla Gee Records, nonché uno dei più lunghi degli anni cinquanta ed uno dei più sottovalutati.

## Tracce
1. Why Do Fools Fall in Love? (Jimmy Merchant, Herman Santiago)
2. Please Be Mine (Morris Levy, Frankie Lymon)
3. Who Can Explain? (Roy Alfred, Abner Silver)
4. Share (Vic Abrams, Jimmy Merchant)
5. Love Is a Clown (George Goldner)
6. I Promise to Remember (Jimmy Castor, Jimmy Smith)
7. I Want You to Be My Girl (Richard Barrett, George Goldner)
8. I'm Not a Know It All (Buddy Kaye, Fred Spellman)
9. Baby Baby (Milton Subotsky)
10. The ABC's of Love (Richard Barrett, Morris Levy)
11. Am I Fooling Myself Again (Morris Levy)
12. I'm Not a Juvenile Delinquent (Morris Levy)